# Gastonia (dinozaur)
Gastonia este un gen de dinozaur erbivor ankylosaurid din America de Nord, din timpul Cretacicului timpuriu⁠(d), acum 125 de milioane de ani. Este considerat un nodosaurid strâns înrudit cu Polacanthus.

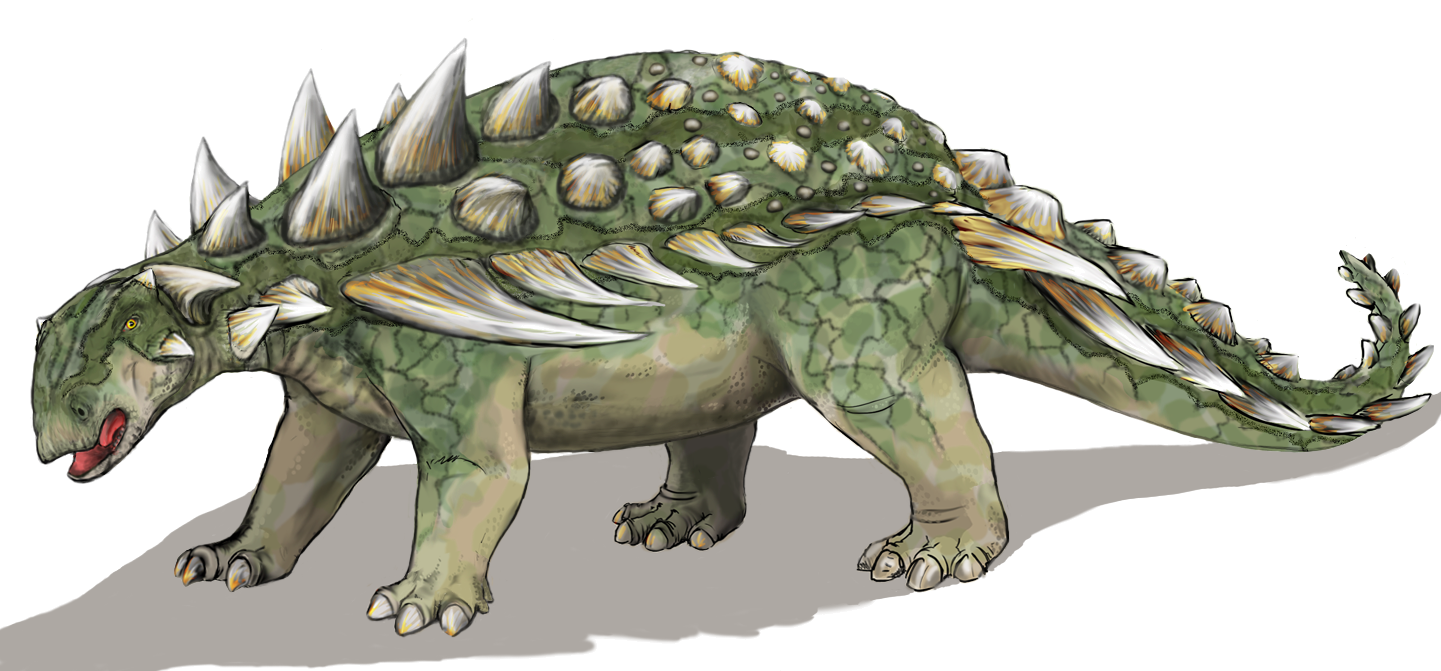
Restaurare